# Hadîth Bayâd wa Riyâd
Le Hadîth Bayâd wa Riyâd ou Histoire de Bayad et Riyad est un manuscrit illustré contenant l'histoire d'une romance des aventures de Bayâd, marchand de Damas et Riyâd, une jeune esclave. Il s'agit de l'un des trois manuscrits (les deux autres sont à la Chester Beatty Library de Dublin et à la Bulac, à Paris) conservant encore la trace de cette histoire, de manière fragmentaire, contenant 30 folios et 14 miniatures. Il s'agit de l'un des rares manuscrits provenant d'Al-Andalus ou du Maghreb médiéval. Il est actuellement conservé à la bibliothèque apostolique vaticane.

## Origine du manuscrit
Le manuscrit est écrit dans une graphie propre au Maghreb ou à al-Andalus. Si la localisation précise de son exécution est inconnues, quelques détails dans l'architecture représentée, typique de l'art almohade ainsi que dans les vêtements, notamment les coiffures féminines, font plutôt penser à l'Al-Andalus et plus précisément à Séville au cours du XIIIe siècle. C'est le plus ancien manuscrit islamique enluminé évoquant une histoire d'amour,.

## La romance
L'histoire se déroule au nord de la Mésopotamie. Bayâd est le fils d'un marchand de Damas qui, au cours d'un voyage, rencontre la suite d'une noble dame et notamment d'une jeune esclave et chanteuse, Riyâd, dont il tombe amoureux. De nombreux obstacles se dressent entre les deux amoureux. Ils sont finalement contraints de se réfugier dans l'amour platonique,.

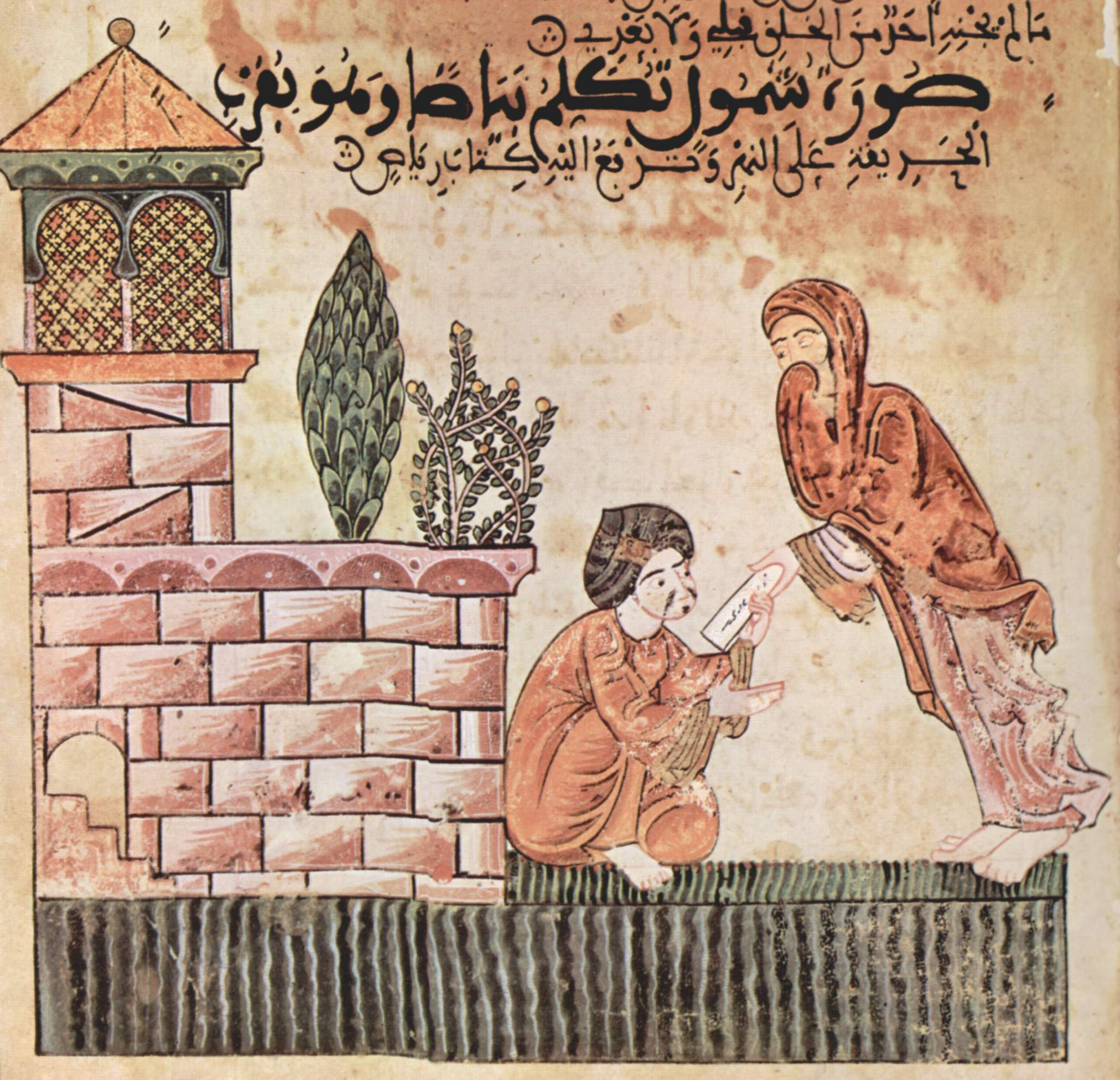
Bayad attend une lettre de Riyâd que lui tend Chamoul, leur entremetteuse.
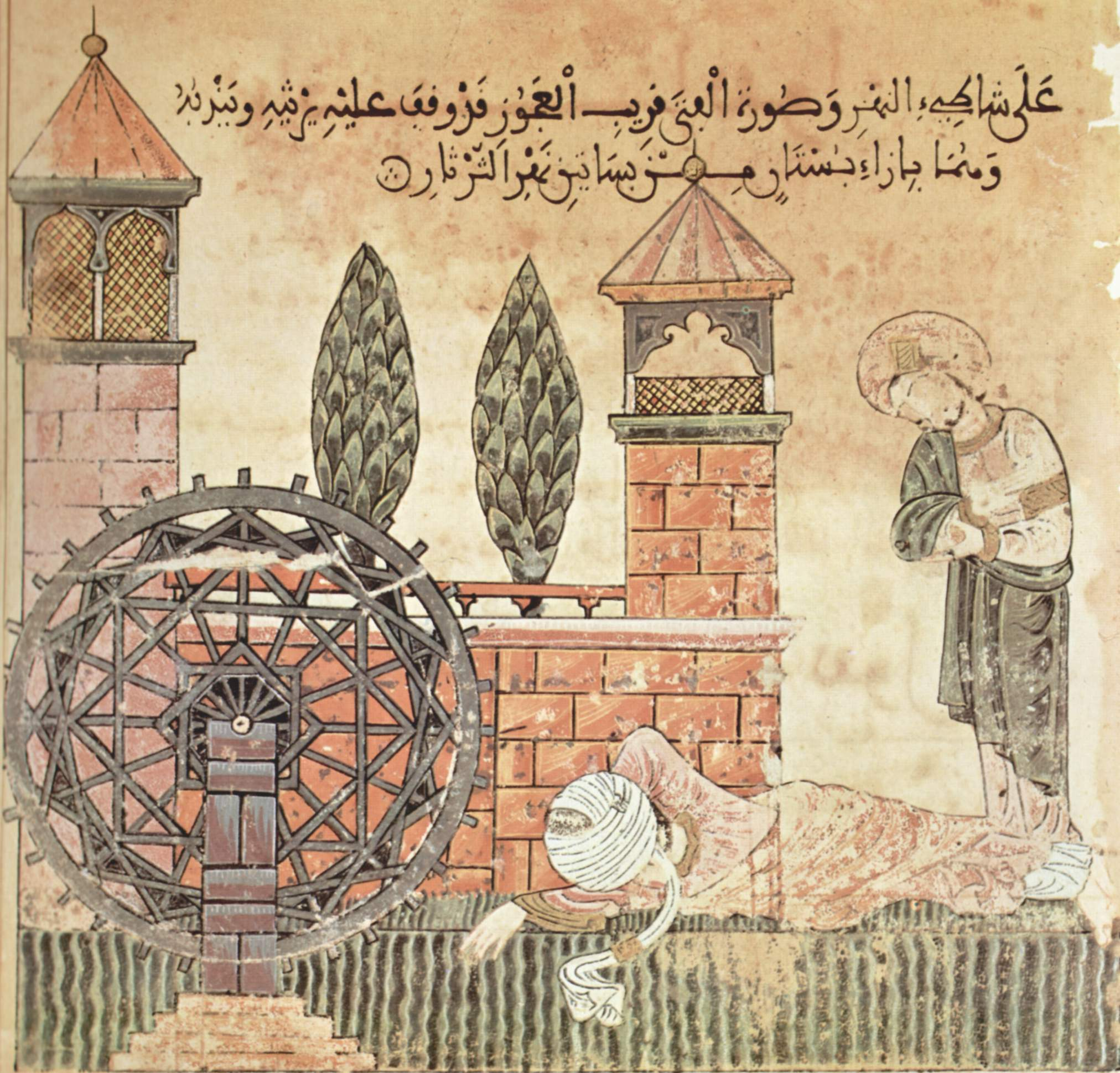
Bayâd est allongé inconscient sur la rive du fleuve.

Le manuscrit est alternativement écrit en prose, pour la description des scènes, et en vers pour exprimer les sentiments des deux amoureux.

## Origines et postérité du récit
La romance de Bayâd et Riyâd présente de nombreux points communs avec plusieurs histoires d'amour arabe, comme Majnoun et Leila. Cette histoire est déjà présente dans la compilation de Abû l-Faraj al-Isfahânî, le Livre des Chansons (Kitāb al-Ag̍ānī), un livre présent à l'époque Almohade en Andalousie. Elle continue de circuler par la suite, étant reprise par le poète andalou Ibn Saïd. L'histoire a aussi circulé en Espagne chrétienne, puisqu'elle présente des points communs avec le Libro de Buen Amor de Juan Ruiz au siècle suivant.